# Bulwar Nadmorski im. Feliksa Nowowiejskiego

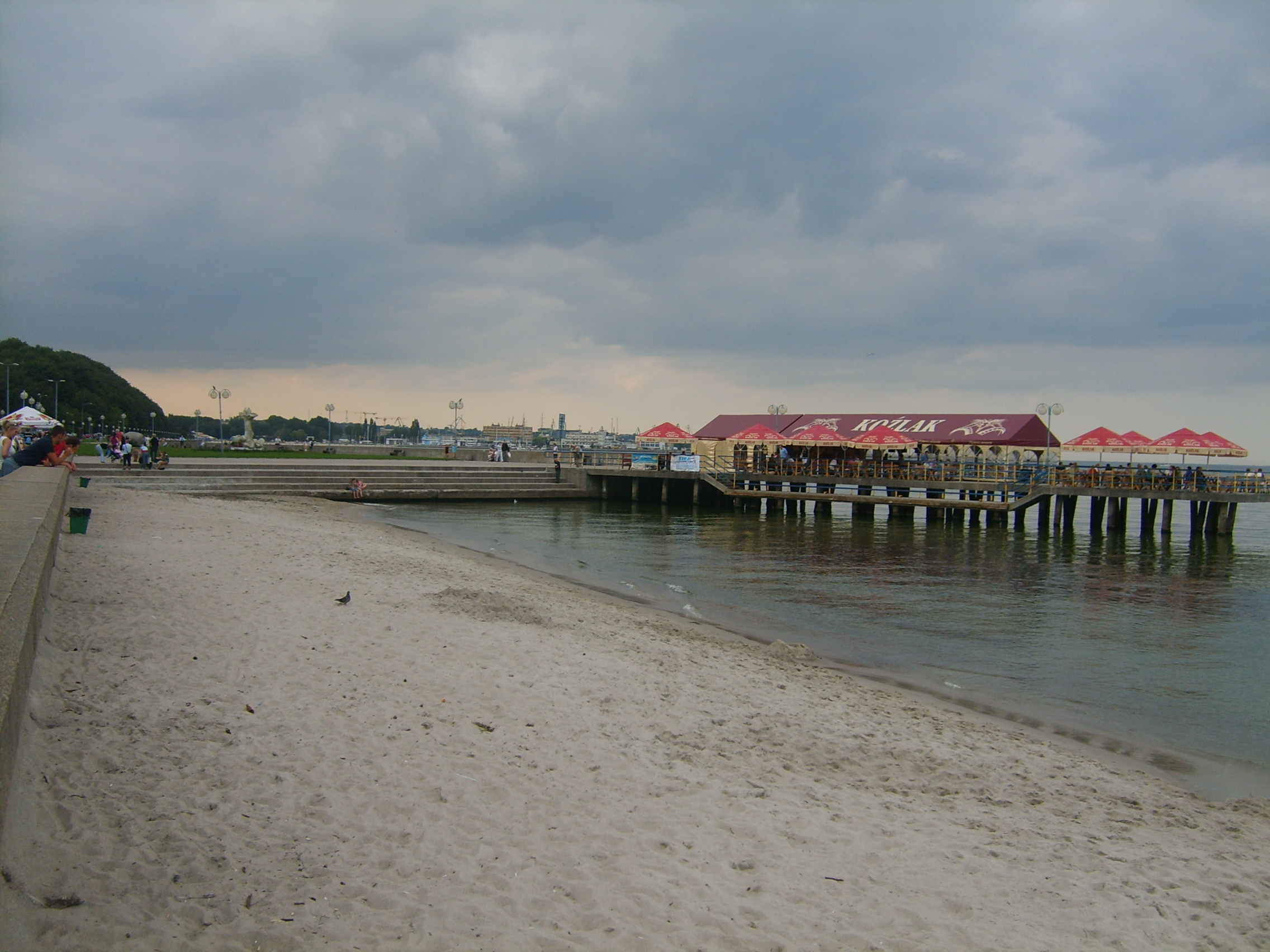
Niewielkie betonowe molo

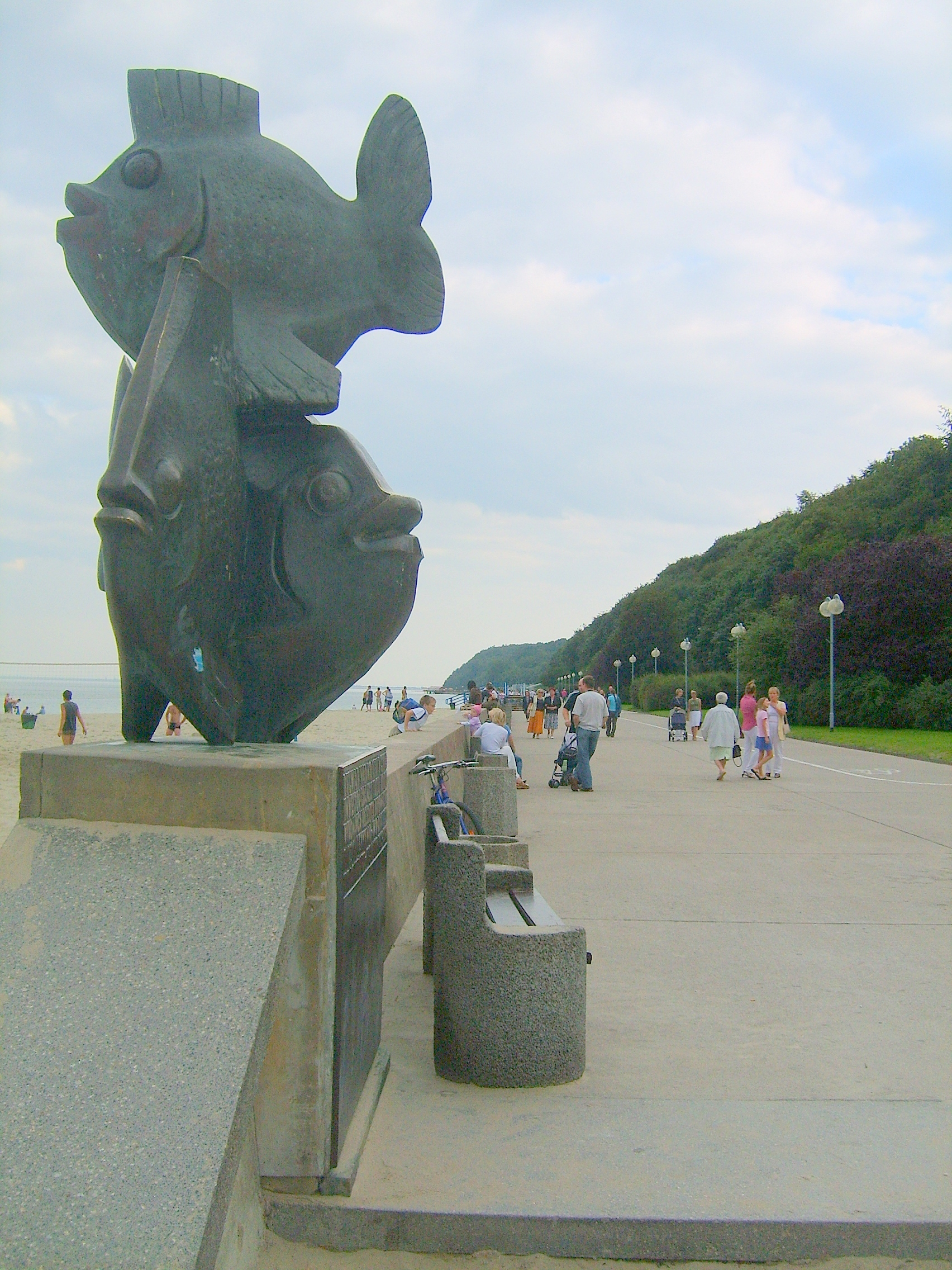
„Gdyńskie Rybki”

Bulwar Nadmorski im. Feliksa Nowowiejskiego – znajduje się w centrum Gdyni, swój początek ma przy plaży w Śródmieściu i rozciąga się na długości ponad 1,5 km pomiędzy linią brzegową Zatoki Gdańskiej a wzgórzem Kamiennej Góry i Kępą Redłowską, mając swój koniec przy plaży w Redłowie. Oprócz funkcji rekreacyjnych bulwar pełni także rolę falochronu zabezpieczającego stromy brzeg przed działaniem sztormów.

## Historia
Pierwsza promenada dla spacerujących w miejscu dzisiejszego bulwaru powstała w latach 20. XX wieku jako piaszczysta ścieżka na niewielkim nasypie, przy której stał budynek łazienek. Na początku lat 30. XX wieku w ramach robót publicznych, przy których zatrudniano bezrobotnych masowo przybywających do nowo budowanej Gdyni, umocniono stok Kamiennej Góry, gdzie posadzono drzewa oraz zbudowano schody. Umocnienie drogi nastąpiło w połowie lat 30. XX wieku: powstała wówczas betonowa opaska, przypominająca tę dzisiejszą, jednak jej wysokość wynosiła zaledwie 80 cm. Natomiast między nią a zboczem Kamiennej Góry na szerokości kilku metrów ciągnęła się żwirowa droga. W takim stanie bulwar przetrwał II wojnę światową aż do 1949, kiedy został zniszczony przez sztorm.
W 1958 w Gdyni powstał „Społeczny Komitet Budowy Bulwaru Nadmorskiego”, którego działalność zaowocowała oddaniem w 1969, w czasie obchodów Dni Morza, nowego Bulwaru Nadmorskiego. W takiej postaci istnieje on do dziś.
Na przylegającej do Bulwaru Polance Redłowskiej do początku lat 90. XX w. funkcjonowały ogólnodostępny pełnowymiarowy basen ze skocznią oraz brodzik dla dzieci.
Na początku XXI w. przeprowadzono refulację plaży centralnej w Gdyni, którą powiększono w kierunku zarówno wschodnim, jak i południowym, osłaniając bulwar. Wcześniej bulwar na całej swojej długości graniczył bezpośrednio z morzem, zabezpieczony jedynie głazami minimalizującymi działanie fal. Po powiększeniu plaży zamontowano schody pozwalające przejść bezpośrednio z bulwaru na plażę.
W 2005 w ramach modernizacji bulwaru powstał tu budynek restauracji „Barracuda” według projektu architektów z Politechniki Gdańskiej.

## Pomniki
W ciągu bulwaru znajduje się kilka charakterystycznych pomników, takich jak:
- Gdyńskie Rybki – odlew z metalu autorstwa Adama Smolany, przedstawiający trzy ryby, znajdujący się przy wejściu na plażę centralną;
- Tym, którzy odeszli na wieczną wachtę – kamienna rzeźba ukazująca kobietę wkraczającą do morza;
- Powrót do domu (tzw. „małe rybki”) – kopia rzeźby stojącej dziś w budynku Urzędu Miasta, znajduje się ona na końcu bulwaru przy zejściu na plażę w Redłowie. Przedstawia ona dwa łososie, powracające do rzek. Jest to dar od mieszkańców siostrzanego miasta Gdyni – Seattle. Została wykonana przez amerykańską artystkę Louise McDowell, a ufundowało ją Seattle - Gdynia Sister City Association.